# Актон (хутор)
Актон (англ. Acton) — небольшой хутор в графстве Арма в Северной Ирландии. Расположен в полумиле к северу от деревни Пойнтзпасс. Согласно переписи 2001 года, население Актона составляло 78 человек. Состоит из одной главной улицы.
Хутор основан сэром Тоби Пойнтом, который после военной службы получил 500 акров земли, часть из которых принадлежала конфискованным имениям О'Ханлоса. Тоби возвёл укреплённый двор замка площадью 100 футов, дом из кирпича для собственного проживания и 24 коттеджа для многих английских поселенцев. Место было названо Актон в честь его родной деревни в Англии.

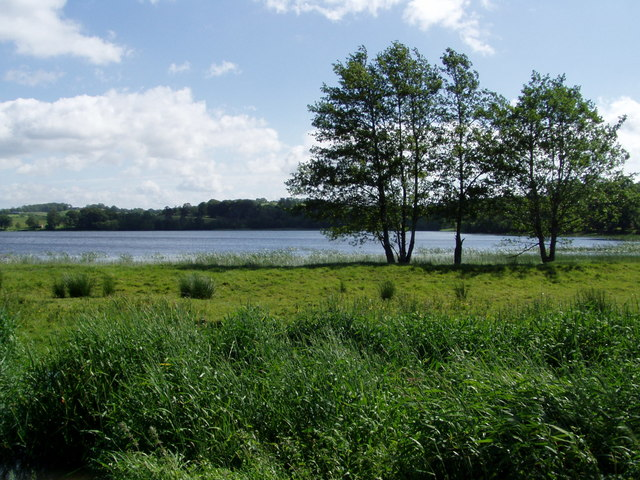
Озеро Актон